# María Félix
María Félix (Álamos, 1914. április 8. – Mexikóváros, 2002. április 8.) mexikói színésznő.

## Életpályája
Szülei Félix Bernardo Félix és Josefina Rosas Güereña voltak. Gyermekkorát szülővárosában töltötte. A család méltósággal élt, annak ellenére, hogy nem voltak gazdagok. Gyermekként szoros kapcsolatban állt bátyjával, Pablóval. Édesanyja viszont szétválasztotta őket, nehogy vérfertőző viszony alakuljon ki. Pablót egy katonai iskolába küldte. Később családja Guadalajara városába költözött. Szépségkirálynő volt, majd színi tanulmányokat folytatott. 1938-ban elvált, fiával Mexikóvárosba költözött. Itt mint recepciós dolgozott egy plasztikai sebész irodájában, és egy vendégházban élt. Egy nap az apa meglátogatta fiát a fővárosban, de úgy döntött, hogy nem adja vissza édesanyjának, és Guadalajarába vitte. Maríának évekkel később Agustín Lara segítségével sikerült visszaszereznie a fiát. 1953-ban harmadik férje halála után visszatért Európába. 1955-ben visszatért Mexikóba. 1971-ben filmezett utoljára.

### Munkássága
Az 1930-as évek végétől szerepelt filmekben. Színpadon, filmen egyaránt népszerű művész volt. Királynői megjelenésű, vérbeli spanyol szépség volt. Drámai képességei főként a magával ragadó szenvedélyt, temperamentumot kívánó forradalmi témájú alkotásokban érvényesültek. Európában is több alkalommal állt a kamerák elé. A kibontakozó mexikói nemzeti filmgyártás egyik fő alakjának számított. 1946–1948 között Emilio Fernández három filmjében szerepelt; Szerelmesek (1946), Rejtett folyó (1948) és a Maclovia (1948). Legemlékezetesebb szerepe a Río Escondido (1948) hivatását missziónak tekintő, szép tanítónője és a Juana Gallo (1960) legendás forradalmár figurája. Spanyolországban 1948–1950 között Rafael Gil rendező három filmjében játszott. Franciaországban A szép Otero (1954) és A hősök elfáradtak (1955) című filmben kapott szerepet, előbbiben Carolina Otero táncosnő és kurtizán szerepét alakította, az utóbbi filmben pedig Yves Montand partnere volt.

## Magánélete
1931–1938 között Enrique Álvarez volt a férje. Egy gyermekük született: Enrique Álvarez Félix (1935–1996) színész. 1943–1947 között Agustín Lara (1897–1970) mexikói zeneszerző volt a párja. 1952–1953 között Jorge Negrete (1911–1953) mexikói színésszel alkotott egy párt. 1956–1974 között Alex Berger volt a házastársa.

## Filmjei
- María Eugenia (1943)
- Doña Bárbara (1943)
- Amok (1944)
- A fehér barát (El monje blanco) (1945)
- Szédülés (Vértigo) (1945)
- Szerelmesek (Enamorada) (1946)
- Maclovia (1948)
- Rejtett folyó (Río Escondido) (1948)
- Mare nostrum (1948)
- Szombat éjszaka (La noche del sábado) (1950)
- A fekete korona (La corona negra) (1951)
- Messalina (1951)
- Tragikus varázslat (Incantesimo tragico) (1951)
- Meztelen szenvedély (La pasión desnuda) (1953)
- Camelia (1954)
- Mulató a Montmartre-on (1954)
- Riport (Reportaje) (1954)
- A szép Otero (La bella Otero) (1954)
- A hősök elfáradtak (1955)
- Canasta (1956)
- Faustina (1957)
- Május virága (Flor de mayo) (1959)
- La Cucaracha (1959)
- El Paóban nő a láz (1959)
- Szonáta (Sonatas) (1959)
- Juana Gallo (1961)
- A banditanő (La bandida) (1963)

## Fordítás
- Ez a szócikk részben vagy egészben  a   María Félix című angol Wikipédia-szócikk ezen változatának fordításán alapul.  Az eredeti cikk szerkesztőit annak laptörténete sorolja fel. Ez a jelzés csupán a megfogalmazás eredetét és a szerzői jogokat jelzi, nem szolgál a cikkben szereplő információk forrásmegjelöléseként.